# Meden Vale
Meden Vale – wieś w Anglii, w hrabstwie Nottinghamshire, w dystrykcie Mansfield. Leży 31 km na północ od miasta Nottingham i 202 km na północ od Londynu. W 2001 miejscowość liczyła 2192 mieszkańców.